# Vitex integrifolia
Vitex integrifolia là một loài thực vật có hoa trong họ Hoa môi. Loài này được Urb. miêu tả khoa học đầu tiên năm 1922.